# Nialaphodius bayeri
Nialaphodius bayeri är en skalbaggsart som beskrevs av S. Endrödi 1956. Nialaphodius bayeri ingår i släktet Nialaphodius och familjen Aphodiidae. Inga underarter finns listade i Catalogue of Life.